# Засновник (фільм)
«Засновник» (англ. The Founder) — американський біографічний фільм, знятий Джоном Лі Генкоком. Прем'єра стрічки в США відбулась 5 серпня 2016 року. Фільм розповідає про Рея Крока, людину, яка створила мережу ресторанів швидкого обслуговування — McDonald's.
Український переклад зробила студія Омікрон на замовлення Гуртом.

## Синопсис
У фільмі йдеться про комівояжера Рея Крока. Коли Рей Крок 1952 року зупинився в придорожньому фаст-фуді, яким керували двоє братів Річард «Дік» Мак-Дональд (Нік Офферман) і Моріс «Мак» Мак-Дональд (Джон Керролл Лінч), він одразу зрозумів, що зможе перетворити цю забігайлівку на загальнонаціональний бренд — «Макдональдз».
Рей Крок загорівся ідеєю розвивати цей напрям та купив у братів право на відкриття ресторанів з аналогічною назвою й умістом на території США.

## У ролях
- Майкл Кітон — Рей Крок
- Лора Дерн — Етель Крок
- Нік Офферман — Річард «Дік» Мак-Дональд
- Джон Керролл Лінч — Моріс «Мак» Мак-Дональд
- Патрік Вілсон — Роллі Сміт
- Вілбур Фіцджеральд — Джеррі Каллен
- Кейт Ніленд — Джун Мартіно
- Б.Д. Новак — Гаррі Дж Соннеборн
- Джастін Ренделл Брук — Фред Тернер

## Виробництво
Зйомки фільму почались 1 червня 2015 року в Ньюнані.

## Озвучення
Перекладено й озвучено студією «Омікрон» на замовлення «Hurtom», у рамках проєкту «Хочеш кіно українською? Замовляй!».